# Rezolucje Rady Bezpieczeństwa ONZ z roku 1982
Stałe miejsca w Radzie Bezpieczeństwa ONZ posiadają:
- ChRL
- Francja
- ZSRR
- Stany Zjednoczone
- Wielka Brytania

W roku 1982 członkami niestałymi Rady były:
- Togo
- Zair
- Uganda
- Pakistan
- Japonia
- Gujana
- Panama
- Irlandia
- Hiszpania
- Polska

## Rezolucje
Rezolucje Rady Bezpieczeństwa ONZ przyjęte w roku 1982: 
- 500 (w sprawie międzynarodowego pokoju i bezpieczeństwa)
- 501 (w sprawie Izraela i Libanu)
- 502 (w sprawie Falklandów)
- 503 (w sprawie RPA)
- 504 (w sprawie Czadu)
- 505 (w sprawie Falklandów)
- 506 (w sprawie Izraela i Syrii)
- 507 (w sprawie Seszeli)
- 508 (w sprawie Izraela i Libanu)
- 509 (w sprawie Izraela i Libanu)
- 510 (w sprawie Cypru)
- 511 (w sprawie Izraela i Libanu)
- 512 (w sprawie Libanu)
- 513 (w sprawie Libanu)
- 514 (w sprawie Iraku i Iranu)
- 515 (w sprawie Izraela i Libanu)
- 516 (w sprawie Izraela i Libanu)
- 517 (w sprawie Izraela i Libanu)
- 518 (w sprawie Izraela i Libanu)
- 519 (w sprawie Izraela i Libanu)
- 520 (w sprawie Izraela i Libanu)
- 521 (w sprawie Libanu)
- 522 (w sprawie Iraku i Iranu)
- 523 (w sprawie Izraela i Libanu}
- 524 (w sprawie Izraela i Syrii)
- 525 (w sprawie RPA)
- 526 (w sprawie Cypru)
- 527 (w sprawie Lesotho i RPA)
- 528 (w sprawie wprowadzenia języka arabskiego jako języka roboczego RB ONZ)